# 月永ヒデヲ
月永ヒデヲ（つきなが ヒデヲ）は、日本のシナリオライター、日本脚本家連盟連盟員。

## 来歴
埼玉県出身。アミューズメントメディア総合学院（アニメーション学科・シナリオ演出コース）卒業。2002年にテレビアニメ『電光超特急ヒカリアン』（月永秀雄名義）でデビューして以来、フリーの脚本家・シナリオライターとして活動していたが、2017年11月に株式会社エレファンテに所属。

## アニメ作品　脚本
- 電光超特急ヒカリアン（2002年） - 各話脚本
- こみっくパーティーRevolution（OVA、2003年）
- OVA ToHeart2（2007年）第2巻 / 第3巻 - 脚本
- 古代王者 恐竜キング Dキッズ・アドベンチャー（2007年） - 各話脚本
- フラカッパー（2006年） - 各話脚本

## ドラマCD他
- えどっ娘 天下大変!（2009年）
- 超!えどっ娘 天下大変!!（2010年）
- 孤独のグルメ（2009年）

## ゲームシナリオ
- シンクロボーイズ　水ぎわの個人授業（2012年）
- ドリームクラブGogo.（2014年）
- 誰ガ為のアルケミスト（2016年）
- スクールガール／ゾンビハンター　SG/ZH（2017年）
- しあわせ荘の管理人さん。（2018年）

※ゲーム発売および配信開始年度で記載

## その他
- RIKEN:Colors 知の旅人たち（2015年、取材・構成：国立研究開発法人理化学研究所、YouTube）